# Олимпијски стадион у Барселони
Олимпијски стадион у Барселони (шп. Estadi Olímpic de Montjuïc) је стадион у Барселони. Првобитно изграђен 1927. за Међународну изложбу 1929. (и неуспелу понуду Барселоне за Летње олимпијске игре 1936., које су додељене Берлину), реновиран је 1989. да би био главни стадион за Летње олимпијске игре 1992. и Летње параолимпијске игре 1992. Користи се углавном за фудбалске утакмице и домаћи је стадион ФК Барселоне од сезоне 2023–2024, због реновирања њиховог редовног терена, Камп ноу.
Са својим тренутним капацитетом од 54.367 седишта, шести је по величини стадион у Шпанији и други по величини у Каталонији.

## Историја
Дизајниран од стране архитекте Пере Доменех и Роура за Светску изложбу 1929., стадион је званично отворен 20. маја 1929. Церемоније отварања укључивале су прву званичну међународну утакмицу Шпаније у рагбију против Италије и пријатељску фудбалску утакмицу између каталонске репрезентације и Болтон вондерерса, коју је каталонски тим победио шокантним резултатом 4-0 головима Жозепа Самитијеа (2), Марти Вентолра и Мануела Парера.
Требало је да буде домаћин Народне олимпијаде 1936. године, протеста против Летњих олимпијских игара 1936. у Берлину, али је догађај морао да буде отказан због избијања Шпанског грађанског рата.
Стадион је био центар Медитеранских игара 1955., а 1957. био је домаћин јединог финала националног фудбалског купа између Барселоне и Еспањола.
Седамдесетих година стадион је напуштен, а трибине су пропадале. Када су се Велика награда Шпаније и друге трке одржавале на тркачкој стази Монтжуик, стадион је коришћен као ограда за тимове. Због сигурносних разлога, трку Ф1 1975. возачи су скоро бојкотовали.
Током кандидатуре Барселоне за Летње олимпијске игре 1992., стадион је у потпуности реновиран уз учешће италијанског архитекте Виторија Греготија. Стадион је уништен, сачувани су делови првобитних фасада, а изграђене су нове трибине. 1989. место је поново инаугурисано за Светски куп у атлетици, а три године касније у њему су биле отворене и завршне церемоније и сва атлетска такмичења Олимпијских игара, а исте функције и током Параолимпијских игара.
Од сезоне 2023–2024, стадион је служио као домаћи терен за Барселону током реконструкције Камп Ноуа. Клуб планира да настави да игра на Олимпијском стадиону док се реконструкција Камп Ноуа не заврши до сезоне 2025/2026.

## Догађаји

### Спортови

#### Фудбал
- 1930: Финале националног фудбалског купа између Атлетик Билбаа и Реал Мадрида.
- 1933: Финале националног фудбалског купа између Атлетик Билбаа и Реал Мадрида.
- 1934: Финале националног фудбалског купа између Валенсије и Реал Мадрида.
- 1939: Финале националног фудбалског купа између Севиље и Расинга де Ферола.
- 1944: Финале националног фудбалског купа између Атлетик Билбаа и Валенсије.
- 1945: Финале националног фудбалског купа између Севиље и Расинга де Ферола.
- 1946: Финале националног фудбалског купа између Реал Мадрида и Валенсије.
- 1957: Финале националног фудбалског купа између Барселоне и Еспањола.
- 1997–2009: Утакмице Еспањола.
- 2004: Финале националног фудбалског купа између Реал Мадрида и Реал Сарагосе.
- 2023–: Утакмице Барселоне код куће у свим такмичењима због реновирања Камп ноуа.